# 日本電卓技能検定協会
一般財団法人日本電卓技能検定協会（にほんでんたくぎのうけんていきょうかい）は、電卓技能検定の実施等を行う。

## 概要

### 目的
- 電卓技能検定試験を通して計算事務に関する職務能力の向上を計り、実社会に貢献しうる人材を育成し、産業社会全体の生産性向上に寄与すること。

### 事業
- 電卓技能検定試験の実施
- 電卓の使用方法についての指導、教育、普及啓蒙
- 電卓技能検定用教材、問題集等の出版
- その他、本協会の目的を達成するために必要な事業

### 代表者
- 会長　安部　辰志
  - 同時に学校法人大原学園理事長を務めている。

### 本部所在地
- 〒101-0064　東京都千代田区猿楽町2-1-8　三惠ビル 3階

### 関連会社等
- 大原学園
- 名古屋大原学園
  - 大原学園及び名古屋大原学園の教職員及び生徒は、電卓技能検定の受験を義務付けられ、生徒の卒業にあたっては特定の段・級以上の保持が必要である。
- カシオ計算機
  - 協会は、検定試験にあたってカシオ計算機の電卓を推奨している。
- 日本電卓教育普及会
- 大原出版株式会社
  - 日本電卓教育普及会及び大原出版株式会社は、協会の販売する教材の発行・印刷を担っている。

## 実施事業

### 電卓技能検定
- 現在は、最高位である満点名人位から最下級である7級まであり、参加資格に制限はない。
  - 受験級・段位は名人位（満点名人位・名人位）、範士（十段・九段）、教士（八段・七段）、正速士（六段・五段）、速士（四段・参段）、正士（弐段・初段）、1・2級（1級・2級）、3・4級（3級・4級）、5・6・7級（5級・6級・7級）の9段階であり、それぞれ得点に応じて認定級・段位が決定する。
- 5・6・7級に関しては個人受験は実施していない。

### 通信講座
- 3か月程度をめどに、電卓の技能を高める目的をもって実施している。
- 受講者は、協会から送られる教材を見ながら講座を受講していく。
- 受講者は、実力認定試験問題を実施し、基準点に達した場合は「終了証＆実力認定証」が発行され、受講終了となる。
  - ただし、「終了証＆実力認定証」は、実際の試験級と同等な実力があることを認めるものであり、電卓技能検定試験の合格証書とは異なる。

## 全日本電卓競技大会

### 概要
- 計算道具としての電卓の有用性を理解し、電卓速算技能の向上と普及啓蒙・親睦を目的として毎年開催されている。
- 高等学校教育の振興発展に寄与するため、高等学校の部を設けている。

### 主催
- 一般財団法人 日本電卓技能検定協会

### 後援
- 学校法人 大原学園
- 学校法人 北杜学園
- 学校法人 名古屋大原学園

### 協賛
- カシオ計算機株式会社
- 株式会社日本電卓教育普及会

### 競技内容
- 団体競技（1団体3チームまでエントリー可能。1チームは3名）
- 個人総合競技（全選手対象）
- 読上算競技（全選手対象）

## 商品
- 電卓+テキスト＆トレーニング
- 電卓（CASIO製ND-26S）
- コース販売
  - Aコース
  - Bコース
  - Cコース
  - Dコース
- 通信講座
- 電卓技能検定試験 問題集
  - 段位
  - 段位Ⅱ
  - 1・2級
  - 3・4級
  - 5・6・7級
- 電卓技能検定試験 伝票問題
  - 段位
  - 段位Ⅱ
  - 1・2級
  - 3・4級
- 電卓技能検定試験 練習用ノート
- 電卓テキスト＆トレーニング
- 電卓テキスト
- 伝票ホルダー
- カウントタイマー（CASIO製・TMR-71-7JH）
- 過去問題
  - 段位伝票
  - 1・2級伝票
  - 3・4級伝票
- 全日本電卓競技大会 問題集
- 電卓読上算問題CD
  - 特級
  - 上級
  - 中級
  - 初級

## 沿革
- 1977年（昭和52年）8月 日本電卓検定協会　設立
- 1982年（昭和57年）7月 第1回「電卓技能検定試験」実施
- 1998年（平成10年）2月 第1回「全日本電卓競技大会」開催
- 2002年（平成14年）7月 日本電卓検定協会創立25周年、電卓技能検定試験開始20周年記念事業
- 2003年（平成15年）11月 第100回「電卓技能検定試験」実施
- 2007年（平成19年）1月 第10回「全日本電卓競技大会」記念大会開催
- 2010年（平成22年）4月 一般財団法人日本電卓技能検定協会に移行、「電卓道」制定